# Красуська Анна Адамівна
Анна Адамівна Красуська (1854–1941) — педагог і анатоминя, Герой Праці.

## Життєпис
Закінчила Жіночі лікарські курси при Миколаївському військовому госпіталі, вчитель гімнастики в гімназії М. Н. Стоюніна в 1881—1887 роках.
В подальшому — учениця і співробітниця Петра Лесгафта, змінила його на посаді завідоючою кафедри анатомії ГДОІФК (керувала кафедрою в 1909—1919 і 1921—1927 роках). З 1927 року професор-консультант.
У 1918 році присуджено звання професора анатомії без захисту дисертації — за внесок в розвиток науки. Перша в Росії жінка — професор анатомії.
Померла в 1941 році в блокадному Ленінграді.
Брати — вчені-хіміки Костянтин та Іван.
Основні теми наукових досліджень:
- функціональне взаємовідношення м'язів і кісток,
- анатомія і гістологія м'язів з аналізом функціонального значення їх будови,
- кровопостачання органів у зв'язку з їх різної функціональної активністю,
- механізм дихання і вплив на організм дихальної гімнастики.

## Науковий доробок
- «Лекции по физическому образованию» — СПб., 1913;
- «Руководство по анатомии человека (по лекциям П. Ф. Лесгафта и А. А. Красуской)» — М., 1927;
- «Атлас к Руководству по анатомии человека» — М., 1927;
- «Анатомия мышечной системы: По запискам лекций П. Ф. Лесгафта и А. А. Красуской» — М.. 1938;
- «Теория и практика физической культуры» — М., 1929.

## Нагороди
- У 1934 році присвоєно звання Героя Праці.
- Заслужений діяч науки РРФСР (1940).